# Écoivres
Écoivres ist eine französische Gemeinde mit 126 Einwohnern (Stand 1. Januar 2022) im Département Pas-de-Calais in der Region Hauts-de-France. Sie gehört zum Arrondissement Arras, zum Kanton Saint-Pol-sur-Ternoise und zum Kommunalverband Ternois.

## Lage
Die Gemeinde Écoivres liegt im Artois, 28 Kilometer westlich von Arras. Nachbargemeinden von Écoivres sind Hautecloque im Norden, Framecourt im Osten, Nuncq-Hautecôte im Süden, Flers im Westen sowie Croisette im Nordwesten.

## Bevölkerungsentwicklung
| Jahr                       | 1962 | 1968 | 1975 | 1982 | 1990 | 1999 | 2006 | 2012 | 2022 |
| -------------------------- | ---- | ---- | ---- | ---- | ---- | ---- | ---- | ---- | ---- |
| Einwohner                  | 94   | 106  | 96   | 89   | 86   | 94   | 100  | 122  | 126  |
| Quellen: Cassini und INSEE |      |      |      |      |      |      |      |      |      |